# Южаков, Антонин Степанович
Антонин Степанович Южаков (1900—1962) — специалист в области проектирования судостроительных заводов, лауреат Сталинской премии (1950).
После окончания Ленинградского политехнического института (1930) работал инженером в отделе по проектированию судостроительных заводов и верфей «Судопроверфи» и в объединении «Проектверфь» (Ленинград), с 1935 г. начальник гидротехнического отдела и руководитель проектирования в стадии проектного задания всех гидротехнических сооружений Северного судостроительного завода в Молотовске (Северодвинске).
С апреля 1937 и до 1961 года директор ГСПИ—2 (бывшее объединение «Проектверфь») (с 1958 г. ГСПИ «Союзпроектверфь»), Ленинград.
Награды:
орден Красной Звезды (31.05.1944),
орден Отечественной войны II степени (08.07.1945).
Похоронен на Богословском кладбище Санкт-Петербурга.

## Признание
- Сталинская премия второй степени (1950) — за работу в области кораблестроения